# L.A.ウーマン

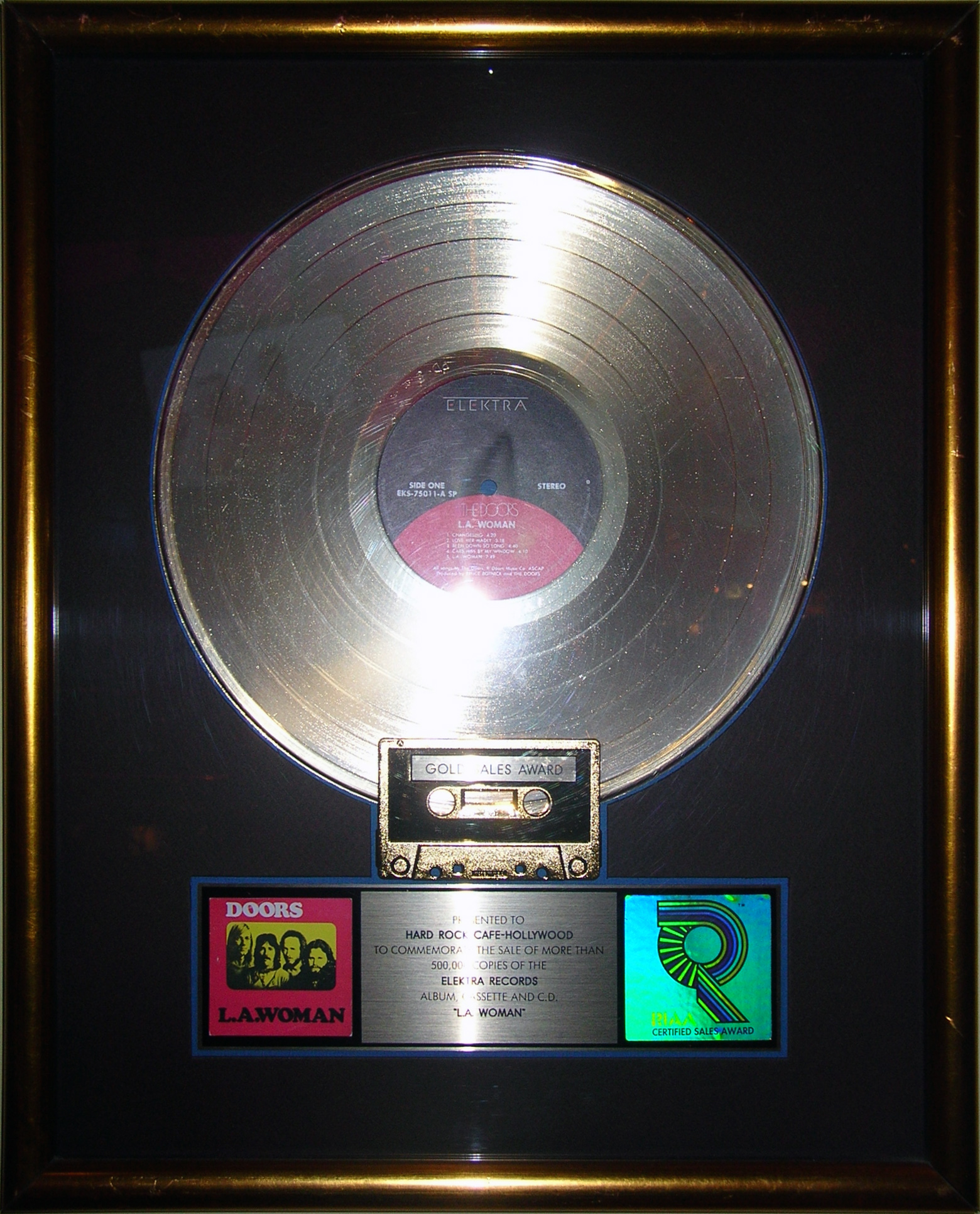
ドアーズ『L.A.ウーマン』のアルバム盤に対してアメリカレコード協会が授与したゴールドディスクのレコード。アメリカ合衆国カリフォルニア州ロサンゼルス郡ユニバーサルシティにあるハードロックカフェ・ハリウッド所蔵

『L.A.ウーマン』(L.A. Woman)は、1971年に発売されたドアーズのアルバム。ジム・モリソンが参加した最後のアルバムとなった。
『ローリング・ストーン誌が選ぶオールタイム・グレイテスト・アルバム500』に於いて、364位にランクイン。

## 概要
4人揃ったドアーズとしての最後の作品となった。
ドアーズの作品の中でもブルース色の濃い作品の一方、「L.A.ウーマン」など、それまでのドアーズの作品には無いスピード感溢れる軽快な曲も含まれている。一方、アルバムの最後を飾る「ライダーズ・オン・ザ・ストーム」は哀感に満ちた内容で、直後のジムの死を予感させる曲とも言われるが、レイ・マンザレクによれば「ヒッチハイクシリアルキラー」として知られるビリー・クックをモデルにした曲であるという。また、歌詞中では哲学者マルティン・ハイデッガーの提唱した投企という概念に言及している。
前作までのプロデューサーであるポール・A・ロスチャイルドと決別したバンドは、エンジニアのブルース・ボトニックとメンバーの共同プロデュースにより本作を制作した。本作はベースにジェリー・シェフ、ギターにマーク・ベノをゲストに迎えている。
殆どの曲は、デビュー・アルバム同様に一発録りに近い形式で録音されており、モリソンのボーカルは浴室を使って収録された。
モリソンは、本作の録音を終えるとフランスに渡航し、パリで死を迎える事となった。バンドのボーカルとしての役割に辟易としてたとされるモリソンだが、他のメンバーによると本作の後もバンド名義によるアルバム制作に意欲を持っていたという。

## 曲目
1. チェンジリング - The Changeling (The Doors) 4:21
2. ラブ・ハー・マッドリー - Love Her Madly (The Doors) 3:20
3. ビーン・ダウン・ソー・ロング - Been Down So Long (The Doors) 4:12
4. カーズ・ヒス・バイ・マイ・ウィンドウ - Cars Hiss by My Window (The Doors) 4:41
5. L.A.ウーマン - L.A. Woman (The Doors) 7:53
6. ラメリカ - L'America (The Doors) 4:38
7. ヒヤシンスの家 - Hyacinth House (The Doors) 3:12
8. クローリング・キング・スネーク - Crawling King Snake (Hooker) 5:00
9. テキサス・ラジオ - The WASP (Texas Radio and the Big Beat) (The Doors) 4:15
10. ライダーズ・オン・ザ・ストーム -  Riders on the Storm (The Doors) 7:15